# Korail
Корейская национальная железнодорожная корпорация (кор. 한국철도공사; Хангук чхольто конса) также КОРЕЙЛ (сокращение от Korea Railroad Corporation) — национальный железнодорожный оператор Южной Кореи.
Компания создана в 1963 году. Кроме железнодорожных линий в её ведении находятся метрополитены.
Ширина колеи 1435 мм, общая протяженность путей 3559 км, из них	2337,5 километров электрифицировано переменным током напряжением 25кВ, частотой тока 60 Гц.